# HMD Global
HMD Global Oy, HMD, är ett finskt mobiltelefonföretag. Det består av den affärsverksamhet som Nokia sålde till Microsoft 2014 och därefter köpte tillbaka två år senare. HMD Oy började marknadsföra smarttelefoner och andra mobiltelefoner under varumärkesnamnet Nokia 1 december 2016. Företaget har exklusiva rättigheter till varumärket Nokia genom ett licensarrangemang.
År 2024 började HMD lansera smarttelefoner under eget namn. Bland annat HMD Pulse och HMD XR21.